# Mačva
Mačva (srbsko Мачва, Mačva, madžarsko Macsó ali Macsóság, zgodovinsko Sirmia ulterior, Spodnji Srem) je geografska in zgodovinska regija v severozahodni osrednji Srbiji južno od Save. Največje mesto v pokrajini je Šabac. Ime je dobila po nekdanjem srednjeveškem mestu Mačva na severni obali Save v sedanjem Sremu.

## Zgodovina
Mačva je bila naseljena že v kameni dobi. V 1. stoletju pr. n. št. so pokrajino zasedli Rimljani in potisnili Skordiske ne severno obalo Save. V rimskem obdobju je bile del provinc Mezije in Panonije.
Rimska oblast je trajala do 5. stoletja, ko so začeli v pokrajino vdirati Sarmati, Huni, Goti, Gepidi, Langobardi in Avari. V 6. stoletju so se v pokrajini, ki je takrat spadala v Bizantinsko cesarstvo, naselila slovanska plemena. Kasneje je spadala tudi v Frankovsko in Bolgarsko cesarstvo. V 9.-10. stoletju so južni deli Mačve postali del Srbije. V 11. stoletju sta bila Mačva in Srem del bizantinske Sremske teme (Sirmium).
V 13. stoletju so bili severni deli Mačve vključeni v Ogrsko kraljestvo, ki je leta 1247 ustanovilo Mačvansko banovino. Ime je dobila po mestu Mačva, ki ga še niso odkrili. Domneva se, da je stalo nekaj kilometrov severno od sodobnega Šabca. 
V ogrskem obdobju je v Mačvi vladalo nekaj pomembnih banov. Ogrski kralj Béla IV. je dal Mačvo pobeglemu ruskemu knezu Rastislavu Mstislaviču. V 13. stoletju je v Mačvi, Usori in Soliju vladal Béla Mačvanski, vnuk Béle IV.
Od leta 1282 do 1316 je bila Mačva del Sremskega kraljestva, v katerem sta vladala Nemanjića Štefan Dragutin in njegov sin Štefan Vladislav II. Glavno mesto kraljestva je bil Debrc (med Beogradom in Šabcem) in zatem Beograd. V tem obdobju se omenja tudi lokalni mogotec Ugrin Čak, ki je vladal v Gornjem Sremu in Slavoniji. 
Štefan Dragutin je v delu svojega kraljestva vladal kot ogrski vazal, v drugem delu pa srbski vazal. Po propadu centralne ogrske oblasti sta Štefan Dragutin in Ugrin Čak postala neodvisna vladarja.  Dragutina je po njegovi smrti leta 1316 nasledil sin Vladislav II. (vladal 1316-1325), katerega je leta 1324 porazil novi srbski kralj Štefan Dečanski. Mačva je postala predmet spora med ogrskim in srbskim kraljestvom.
V 14. stoletju so bani iz družine Gorjanski (Pavel, Nikolaj I. in njegov sin Nikolaj II.), ki so bili pod suverenostjo Ogrske, razširili svojo oblast v Bosno  in Srem. Nikolaj II. je postal je postal ban Slavonije in Hrvaške, ki sta takrat spadali v Ogrsko kraljestvo. Mačva je kasneje postala del Srbskega cesarstva in leta 1381  del Moravske Srbije.
V 15. stoletju je bila del srbskega despotata in od leta 1459 del Osmanskega cesarstva. Pod turško oblastjo je bila do leta 1718, ko so jo zasedli Habsburžani. Leta 1739 je spet postala del Osmanskega cesarstva kot del Smederevskega sandžaka. Leta 1788 je imela "Mačvanska kneževina" 25 vasi in 845 hiš. Lokalni guverner ("oberknez") je bil Uroš Drmanović. V letih 1804 do 1815 je postala del Srbije, leta 1814 pa del Kneževine Srbije.
Med prvo svetovno vojno je avstroogrska vojske v Mačvi in Podrinju  izvršils vojne zločine nad srbskim civilnim prebivalstvom. Po vojni je Mačva postala del Kraljevine Srbov, Hrvatov in Slovencev. Od leta 1918 do 1922 je bila pokrajina znana kot Podrinski okraj in od leta 1922 do 1929 kot Podrinska oblast. Leta 1929 je postala del Drinske banovine. Med drugo svetovno vojno je bila del Nedićeve Srbije in od leta 1945 del Socialistične republike Srbije.
- Sremsko kraljestvo (1291-1316)
- Mačvanska banovina (1370)
- Mačvanska banovina (1490)

## Vir
- Spremić, Momčilo (1976). »Despot Đurađ Branković i Mačvanska banovina«. Istorijski časopis. 23: 23–37.